# Alegeri legislative în Italia, 1948
Alegerile italiene din 1948 au fost primele alegeri democratice cu vot universal care au avut loc vreodată în Italia după alegerile din 1946 pentru Adunarea Constituantă responsabila pentru elaborarea și adoptarea Constituției italiene. Alegerile au avut loc la 18 aprilie 1948.
Alegerile au fost puternic influențate de Războiul Rece dintre Uniunea Sovietică și Statele Unite. După februarie 1948 sovieticii au inspirat o lovitură de stat comunistă în Cehoslovacia, SUA s-au alarmat despre intențiile sovieticilor și se temea că, în cazul în care Coaliția de stânga ar fi câștigat alegerile, Italia ar fi intrat în sfera de influenta a Uniunii Sovietice. În ultima lună a campaniei electorale 1948 revista Time a considerat posibila victorie a stângii drept „începutul catastrofei”.
Alegerile au fost câștigate cu o marjă confortabilă de Partidul Creștin Democrat, finanțat de Agenția Centrală de Informații din SUA (CIA), și au dus la infrangerea Frontul Popular Democrat al PCI și a Partidului Socialist Italian (PSI) de stânga. Creștinii-Democrati au format un guvern din care au exclus comuniști, care au fost în guvern din iunie 1944 până în mai 1947.